# وروار أزرق الذيل
وروار أزرق الذيل (الاسم العلمي: Merops philippinus) هو نوع من الطيور يتبع جنس الوروار من فصيلة الوروارية.